# Nama parvifolium
Nama parvifolium är en strävbladig växtart som först beskrevs av John Torrey, och fick sitt nu gällande namn av Jesse More Greenman. Nama parvifolium ingår i släktet Nama och familjen strävbladiga växter. Inga underarter finns listade i Catalogue of Life.